# Густаво Джаньйоні
Густаво Джаньйоні (італ. Gustavo Giagnoni; 23 березня 1932, Ольбія — 8 серпня 2018) — італійський футболіст, що грав на позиції захисника. По завершенні ігрової кар'єри — футбольний тренер.
Більшу частину ігрової кар'єри провів у «Мантові», яку згодом також і тренував. Крім цього тренував ряд інших італійських клубів.

## Ігрова кар'єра
У дорослому футболі дебютував 1954 року виступами за «Ольбію» з рідного міста, в якій провів один сезон.
Протягом 1955—1957 років захищав кольори «Реджяни».
Своєю грою за останню команду привернув увагу представників тренерського штабу клубу «Мантова», до складу якого приєднався 1957 року. Відіграв за мантуйський клуб наступні сім сезонів своєї ігрової кар'єри. Більшість часу, проведеного у складі «Мантови», був основним гравцем захисту команди.
Протягом 1964—1965 років знову захищав кольори команди клубу «Реджяна».
1965 року повернувся до клубу «Мантова», за який відіграв 3 сезони. Граючи у складі «Мантови» знову здебільшого виходив на поле в основному складі команди. Завершив професійну кар'єру футболіста виступами за команду «Мантова» у 1968 році.

## Кар'єра тренера
Після завершення ігрової кар'єри Джаньйоні став тренером молодіжної команди «Мантова». У 1969 році замінив Умберто Манноччі в першій команді. У наступному сезоні під його керівництвом «Мантова», якій не вистачило одного очка для виходу в Серію А, посіла 4 місце.
У 1971 році Джаньйоні перебрався в «Торіно», з яким зайняв 3 місце в своєму першому сезоні за туринський клуб.
В 1974 був запрошений в «Мілан», де залишався до 1976 року. Далі тренував «Болонью» (сезон 1976-77, 12 місце в Серії А), «Рому» (1977-78, 12 місце в Серії А), по ходу сезону був замінений Ферруччо Валькареджі, «Пескару» (1979-80, 16 місце в Серії А і наступний виліт в Серію В), «Удінезе» (1980-81, 10 місце в Серії А), «Перуджу» (1981-82, 6 місце в Серії В), «Кальярі» (1982-83, 14 місце в Серії А і виліт в Серію В) та «Палермо», де був звільнений з посади після 30 дня чемпіонату Серії сезону В 1983-84.
Після короткої паузи, в кінці сезону 1985-86, повернувся на тренерську лаву «Кальярі», змінивши Ренцо Улів'єрі, і врятував команду від вильоту. Але в наступному році команда вирушила в Серію С1.
Після трьох років бездіяльності, у 1990 році стає тренером «Кремонезе», яке під його керівництвом вийшла в Серію А. В 1992 році, після вильоту в Серію В, повернувся в «Мантову» як технічний директор, якою керував у Серії С2 і Серії С1, до остаточного прощання з футболом.